# Saga (Comic)

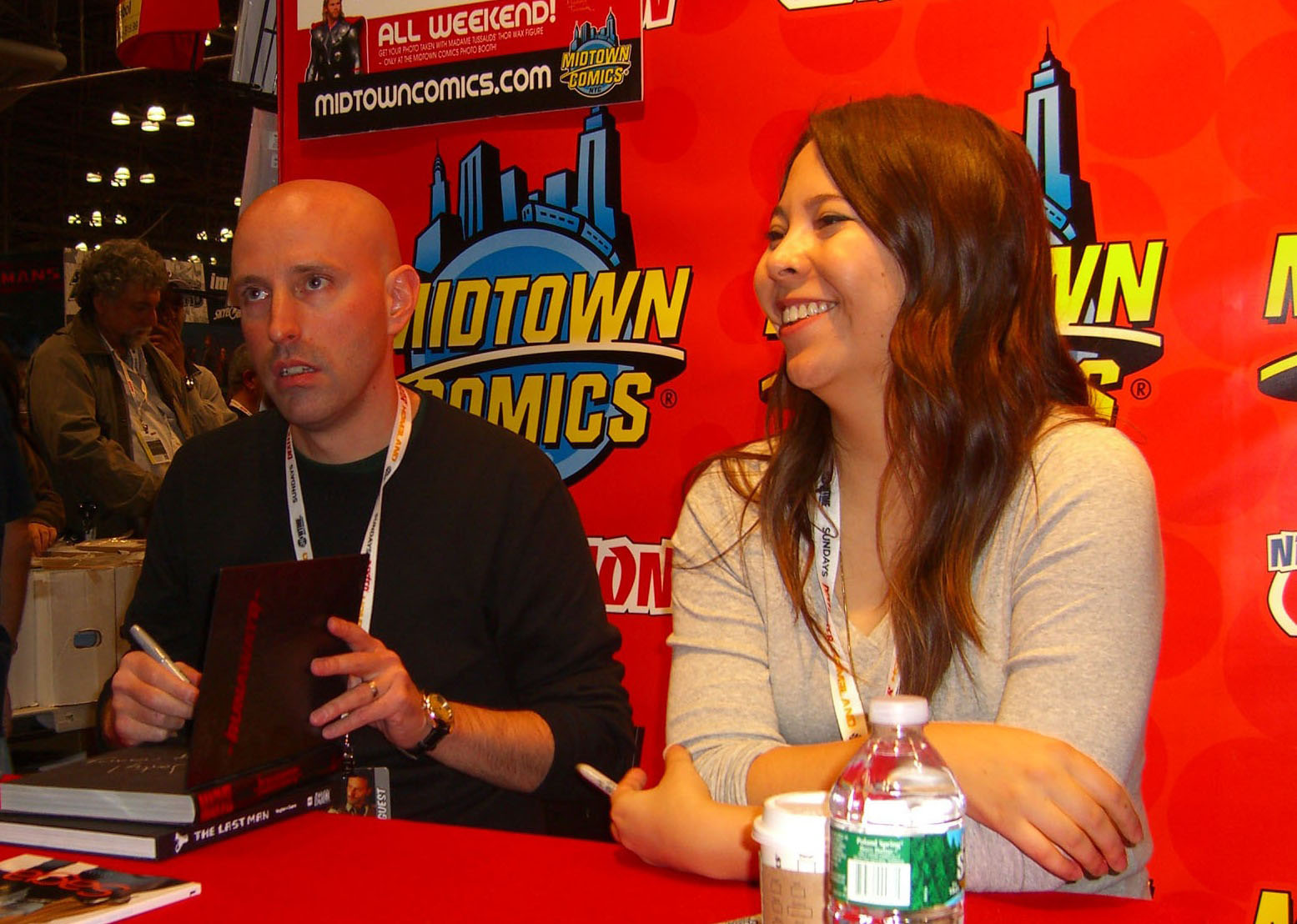
Brian K. Vaughan und Fiona Staples, die Schöpfer von „Saga“.

Saga ist eine US-amerikanische Space-Opera-/Fantasy-Comicserie von Brian K. Vaughan (Skript) und Fiona Staples (Zeichnungen). Die Serie wird seit März 2012 monatlich von Image Comics veröffentlicht.
Die Serie ist stark von Star Wars sowie von Eindrücken Vaughans als Kind und Vater beeinflusst. Sie handelt von einem Liebespaar, Alana und Marko, die vor dem Hintergrund eines galaktischen Krieges mit ihrer neugeborenen Tochter Hazel vor den Häschern ihrer beiden miteinander verfeindeten Staaten fliehen. Von den Schöpfern als „Star Wars trifft auf Game of Thrones“ beschrieben, ruft „Saga“ im Auge der Kritik Themen und Eindrücke von Science fiction- und Fantasyepen wie „Der Herr der Ringe“ und klassischen Dramen wie „Romeo und Julia“ hervor. 2013 wurde die Serie mit dem British Fantasy Award ausgezeichnet.
Sowohl die erste Ausgabe (deren ersten beiden Auflagen rasch ausverkauft waren) wie auch die nachfolgenden Ausgaben wurden von der amerikanischen Kritik einhellig gelobt, namentlich für die Einfühlbarkeit der Hauptcharaktere und des surrealistischen Hintergrunds, die zeitgerechten politischen Untertöne der Rahmenhandlung, und die hervorragende zeichnerische Darstellung der genretypischen Hintergründe ebenso wie der Gesichtsausdrücke der Charaktere.

## Sammelbände
Englisch
- Saga, Vol. 1. Ausgaben 1 bis 6. Image Comics (Softcover), Oktober 2012. ISBN 978-1-60706-601-9
- Saga, Vol. 2. Ausgaben 7 bis 12. Image Comics (Softcover), Juli 2013. ISBN 978-1-60706-692-7
- Saga, Vol. 3. Ausgaben 13 bis 18. Image Comics (Softcover), März 2014. ISBN 978-1-60706-931-7
- Saga, Vol. 4. Ausgaben 19 bis 24. Image Comics (Softcover), Dezember 2014. ISBN 978-1-63215-077-6
- Saga, Vol. 5. Ausgaben 25 bis 30. Image Comics (Softcover), September 2015. ISBN 978-1-63215-438-5
- Saga, Vol. 6. Ausgaben 31 bis 36. Image Comics (Softcover), Juni 2016. ISBN 978-1-63215-711-9
- Saga, Vol. 7. Ausgaben 37 bis 42. Image Comics (Softcover), März 2017. ISBN 978-1-5343-0060-6
- Saga, Vol. 8. Ausgaben 43 bis 48. Image Comics (Softcover), Januar 2018. ISBN 978-1-5343-0349-2
- Saga, Vol. 9. Ausgaben 49 bis 54. Image Comics (Softcover), Oktober 2018. ISBN 978-1-5343-0837-4
- Saga, Vol. 10. Ausgaben 55 bis 60. Image Comics (Softcover), Oktober 2022. ISBN 978-1-5343-2334-6
- Saga, Vol. 11. Ausgaben 61 bis 66. Image Comics (Softcover), November 2023. ISBN 978-1-5343-9913-6
- Saga, Vol. 12. Ausgaben 67 bis 72. Image Comics (Softcover), Mai 2025. ISBN 978-1-5343-5533-0
- Saga – Book One. Ausgaben 1 bis 18. Image Comics (Hardcover), November 2014. ISBN 978-1-63215-078-3
- Saga – Book Two. Ausgaben 19 bis 36. Image Comics (Hardcover), April 2017. ISBN 978-1-63215-903-8
- Saga – Book Three. Ausgaben 37 bis 54. Image Comics (Hardcover), Juni 2019. ISBN 978-1-5343-1221-0
- Saga – Compendium One. Ausgaben 1 bis 54. Image Comics (Hardcover), August 2019. ISBN 978-1-5343-1346-0

Deutsch
- Saga 1. Ausgaben 1 bis 6. Cross Cult (Hardcover), August 2013. ISBN 978-3-86425-187-0
- Saga 2. Ausgaben 7 bis 12. Cross Cult (Hardcover), Dezember 2013. ISBN 978-3-86425-188-7
- Saga 3. Ausgaben 13 bis 18. Cross Cult (Hardcover), August 2014. ISBN 978-3-86425-189-4
- Saga 4. Ausgaben 19 bis 24. Cross Cult (Hardcover), Februar 2015. ISBN 978-3-86425-190-0
- Saga 5. Ausgaben 25 bis 30. Cross Cult (Hardcover), Dezember 2015. ISBN 978-3-86425-698-1
- Saga 6. Ausgaben 31 bis 36. Cross Cult (Hardcover), Oktober 2016. ISBN 978-3-86425-699-8
- Saga 7. Ausgaben 37 bis 42. Cross Cult (Hardcover), Oktober 2017. ISBN 978-3-95981-089-0
- Saga 8. Ausgaben 43 bis 48. Cross Cult (Hardcover), März 2018. ISBN 978-3-95981-593-2
- Saga 9. Ausgaben 49 bis 54. Cross Cult (Hardcover), November 2018. ISBN 978-3-95981-759-2
- Saga 10. Ausgaben 55 bis 60. Cross Cult (Hardcover), Januar 2023. ISBN 978-3-98666-035-2
- Saga 11. Ausgaben 61 bis 66. Cross Cult (Hardcover), Juni 2024. ISBN 978-3-98666-506-7
- Saga 12. Ausgaben 67 bis 72. Cross Cult (Hardcover), Juli 2025. ISBN 978-3-98666-743-6

## Auszeichnungen
| Jahr | Auszeichnung          | Kategorie                                       | Nominiert        |
| ---- | --------------------- | ----------------------------------------------- | ---------------- |
| 2013 | British Fantasy Award | Best Comic / Graphic Novel                      | Saga             |
| 2013 | Eisner Award          | Best Continuing Series                          | Saga             |
| 2013 | Eisner Award          | Best New Series                                 | Saga             |
| 2013 | Eisner Award          | Best Writer                                     | Brian K. Vaughan |
| 2013 | Harvey Award          | Best Writer                                     | Brian K. Vaughan |
| 2013 | Harvey Award          | Best Artist                                     | Fiona Staples    |
| 2013 | Harvey Award          | Best Colorist                                   | Fiona Staples    |
| 2013 | Harvey Award          | Best New Series                                 | Saga             |
| 2013 | Harvey Award          | Best Continuing or Limited Series               | Saga             |
| 2013 | Harvey Award          | Best Single Issue or Story                      | Saga #1          |
| 2013 | Hugo Award            | Best Graphic Story                              | Saga, Volume One |
| 2014 | Eisner Award          | Best Continuing Series                          | Saga             |
| 2014 | Eisner Award          | Best Writer                                     | Brian K. Vaughan |
| 2014 | Eisner Award          | Best Painter / Multimedia Artist                | Fiona Staples    |
| 2014 | Harvey Award          | Best Continuing Series                          | Saga             |
| 2014 | Harvey Award          | Best Writer                                     | Brian K. Vaughan |
| 2014 | Harvey Award          | Best Artist                                     | Fiona Staples    |
| 2014 | Harvey Award          | Best Cover Artist                               | Fiona Staples    |
| 2014 | Joe Shuster Award     | Artist                                          | Fiona Staples    |
| 2015 | Eisner Award          | Best Continuing Series                          | Saga             |
| 2015 | Eisner Award          | Best Painter / Multimedia Artist                | Fiona Staples    |
| 2015 | Harvey Award          | Best Continuing Series                          | Saga             |
| 2015 | Harvey Award          | Best Artist                                     | Fiona Staples    |
| 2015 | Harvey Award          | Best Cover Artist                               | Fiona Staples    |
| 2015 | Inkwell Award         | All-in-One Award                                | Fiona Staples    |
| 2016 | Harvey Award          | Best Continuing or Limited Series               | Saga             |
| 2016 | Harvey Award          | Best Writer                                     | Brian K. Vaughan |
| 2016 | Harvey Award          | Best Artist                                     | Fiona Staples    |
| 2016 | Harvey Award          | Best Cover Artist                               | Fiona Staples    |
| 2016 | Rudolph-Dirks-Award   | Beste Publikation im Genre Mystery / Mythologie | Saga             |
| 2017 | Eisner Award          | Best Continuing Series                          | Saga             |
| 2017 | Eisner Award          | Best Writer                                     | Brian K. Vaughan |
| 2017 | Eisner Award          | Best Penciler / Inker or Penciler / Inker Team  | Fiona Staples    |
| 2017 | Eisner Award          | Best Cover Artist                               | Fiona Staples    |
| 2017 | Ringo Award           | Best Artist or Penciller                        | Fiona Staples    |
| 2017 | Rudolph-Dirks-Award   | Beste Publikation im Genre Fantasy              | Saga             |
| 2017 | Rudolph-Dirks-Award   | Bester Künstler Nordamerika – Szenario          | Brian K. Vaughan |
| 2018 | Rudolph-Dirks-Award   | Beste Publikation im Genre Fantasy              | Saga             |